# Gonzalo Pérez de Vargas
Gonzalo Pérez de Vargas Moreno (Toledo, 10 de enero de 1991) es un jugador de balonmano español. Su equipo actual es el F. C. Barcelona
Nacido en Toledo, con origen familiar en Los Navalmorales, en Toledo desarrolló sus primeros pasos como jugador de balonmano, hasta que en la temporada 2007-08 se incorporó a las categorías inferiores del F. C. Barcelona Borges. Esa misma temporada debutó con el primer equipo y fue entrando en las diversas convocatorias de los partidos de la Liga Asobal y de la Liga de Campeones de la EHF.
En las temporadas 2011, 2012 y 2013, el F. C. Barcelona Intersport le cedió al Fraikin BM. Granollers y al Fenix Toulouse HB con el propósito de hacerle crecer como jugador. Volvió al Barcelona al finalizar la temporada 2013-14 en un nivel muy alto y siendo convocado por Manolo Cadenas para ir con la selección de balonmano de España al Campeonato Mundial de Balonmano Masculino de 2015.
Es graduado en Administración y Dirección de Empresas por la Universidad de Barcelona.

## Trayectoria
A finales del año 2017, el club hizo oficial su renovación hasta el año 2023, ampliando su anterior contrato en tres años más. Al finalizar la Liga ASOBAL 2017-2018, finalizó con el mejor porcentaje de paradas de la Liga, al realizar 209 paradas de 547 lanzamientos. En noviembre de 2018 firmó su récord de paradas en la Liga, con 28 detenciones frente al BM Granollers.

## Clubes
- Amibal Toledo (1998-2007)
- Barcelona Borges (2007-2011)
  -  Fraikin BM. Granollers (2011-2013) - Cedido
  -  Fenix Toulouse HB (2013-2014) - Cedido
- Barcelona Lassa (2014-2025)
- THW Kiel (2025-)

## Participaciones en grandes torneos
| JJOO                           | Sede             | Resultado | Partidos | Goles |
| ------------------------------ | ---------------- | --------- | -------- | ----- |
| Juegos Olímpicos de Tokio 2020 | Bandera de Japón |           | 8        | 3     |

| Mundial                                           | Sede                                       | Resultado | Partidos | Goles |
| ------------------------------------------------- | ------------------------------------------ | --------- | -------- | ----- |
| Campeonato Mundial de Balonmano Masculino de 2015 | Bandera de Catar                           | 4º        | 9        | 0     |
| Campeonato Mundial de Balonmano Masculino de 2017 | Bandera de Francia                         | 5º        | 7        | 0     |
| Campeonato Mundial de Balonmano Masculino de 2019 | Bandera de Dinamarca · Bandera de Alemania | 7º        | 9        | 2     |
| Campeonato Mundial de Balonmano Masculino de 2021 | Bandera de Egipto                          |           | 8        | 0     |
| Campeonato Mundial de Balonmano Masculino de 2023 | Bandera de Polonia · Bandera de Suecia     |           | 9        | 3     |

| Europeo                                           | Sede                                                        | Resultado | Partidos | Goles |
| ------------------------------------------------- | ----------------------------------------------------------- | --------- | -------- | ----- |
| Campeonato Europeo de Balonmano Masculino de 2014 | Bandera de Dinamarca                                        |           | 8        | 0     |
| Campeonato Europeo de Balonmano Masculino de 2016 | Bandera de Polonia                                          |           | 9        | 0     |
| Campeonato Europeo de Balonmano Masculino de 2018 | Bandera de Croacia                                          |           | 6        | 2     |
| Campeonato Europeo de Balonmano Masculino de 2020 | Bandera de Austria · Bandera de Noruega · Bandera de Suecia |           | 9        | 2     |
| Campeonato Europeo de Balonmano Masculino de 2022 | Bandera de Eslovaquia · Bandera de Hungría                  |           | 9        | 1     |

## Palmarés

### Selección nacional
| Juegos Olímpicos   | Juegos Olímpicos          | Juegos Olímpicos  | Juegos Olímpicos |
| Año                | Lugar                     | Medalla           |                  |
| ------------------ | ------------------------- | ----------------- | ---------------- |
| 2020               | Tokio                     | Medalla de bronce |                  |
| 2024               | París                     | Medalla de bronce |                  |
| Campeonato Mundial |                           |                   |                  |
| Año                | Lugar                     | Medalla           |                  |
| 2021               | Egipto                    | Medalla de bronce |                  |
| 2023               | Polonia y Suecia          | Medalla de bronce |                  |
| Campeonato Europeo |                           |                   |                  |
| Año                | Lugar                     | Medalla           |                  |
| 2014               | Dinamarca                 | Medalla de bronce |                  |
| 2016               | Polonia                   | Medalla de plata  |                  |
| 2018               | Croacia                   | Medalla de oro    |                  |
| 2020               | Austria, Noruega y Suecia | Medalla de oro    |                  |
| 2022               | Hungría y Eslovaquia      | Medalla de plata  |                  |

### Copas
- Ligas de Campeones de la EHF (5): 2010-11, 2014-15, 2020-21, 2021-22 y 2023-24.
- Ligas ASOBAL (11): 2010-11, 2014-15, 2015-16, 2016-17, 2017-18, 2018-2019, 2019-2020, 2020-2021, 2021-2022, 2022-2023, 2023-2024.
- Copas del Rey (10): 2010, 2015, 2016, 2017 , 2018, 2019, 2020, 2021, 2022, 2023, 2024
- Copas ASOBAL (12): 2009, 2014, 2015, 2016, 2017, 2018, 2019, 2020, 2021, 2022, 2023, 2024
- Copa de España (2): 2023, 2024
- Supercopas de España (9): 2009/10, 2014/15, 2015/16, 2016/17, 2017/18, 2018/19, 2019-2020, 2020-2021, 2021-22
- Mundial de Clubes (3): 2017, 2018 y 2019
- Supercopa Ibérica (3): 2022, 2023, 2024

### Consideraciones individuales
- MVP de la Liga ASOBAL (1): 2017
- Mejor Portero de la Liga ASOBAL (5): 2014-15, 2016-17, 2017-18, 2018-19 y 2019-20
- Mejor Portero de la Liga de Campeones de la EHF (1): 2017
- Mejor Portero del Europeo (1): 2020
- Mejor Jugador de la Copa del Rey (2): 2018 y 2019
- Mejor Portero de la Supercopa de España (3): 2014, 2017 y 2019
- Mejor Joven de la Liga de Francia (1): 2014